# Distrito de Santa Cruz (Santa Cruz)
El distrito de Santa Cruz es uno de los once que conforman la provincia de Santa Cruz del departamento de Cajamarca en el Norte del Perú.
Desde el punto de vista jerárquico de la Iglesia católica forma parte de la Diócesis de Chiclayo, sufragánea de la Arquidiócesis de Piura.

## Historia
El pueblo de Santa Cruz es elevado a la categoría de Distrito en el año 1870, en el gobierno del Presidente José Balta. Al crearse la Provincia de Hualgayoc, el 27 de agosto de 1870, se crea también el distrito de Santa Cruz; pasando luego a formar parte de la Provincia de Santa Cruz, creada mediante Ley del 21 de abril de 1950, en el gobierno del Presidente Manuel Odría.

## Geografía
El distrito tiene una extensión de 102,51 kilómetros cuadrados.

### Centros poblados
- Udima

Udima lucha por su desarrollo mano a mano con sus vecinos: La Florida, Catache, Calquis, Oyotún, Chongoyape y Llama.

## Población
El distrito tiene una población aproximada de 10 000 habitantes.

## Autoridades

### Municipales
- 2011 - 2014[3]
  - Alcalde: Helmer Villoslada Montero, del Partido Perú Posible (PP).
  - Regidores: Andrés Chunga Iman (PP), Pepe Caro Tequen (PP), Nanzi Dolive Davila Paz (PP), José Nercy Alarcon Davila (PP), Víctor Manuel Gavidia Tenorio (PP), Luz Angelita Alayo Corcuera (Fuerza Social), Juan Carlos Lozano Dávila (Afirmación Social).[4]

### Policiales
- Comisario:  PNP.

### Religiosas
- Diócesis de Chiclayo[5]
  - Administrador apostólico: Mons. Ribert Francis Prevost, OSA.